# Беляков, Александр Викторович
Александр Викторович Беляков (род. 8 октября 1967, Талгар, Алматинская область, КазССР, СССР) — казахстанский военный дирижёр, музыкальный педагог. Народный артист Казахстана (2025), заслуженный деятель Казахстана (2005). Начальник военно-оркестровой службы Вооруженных сил Республики Казахстан — Главный военный дирижёр (1994—2012), генерал-полковник.

## Биография
Родился 8 октября 1967 года в городе Талгар Алма-Атинской области.
В 1990 году с отличием окончил Военно-дирижерский факультет при Московской государственной консерватории имени П. И. Чайковского по специальности «Дирижирование оркестрами, организация военно-оркестровой службы, руководство ансамблями».
С 1992 года — дирижёр Государственного духового оркестра Республики Казахстан;
С 1994 по 2012 год — начальник Военно-оркестра Министерства обороны Республики Казахстан и главный военный дирижёр Вооруженных Сил РК; за эти годы Беляков внес огромный вклад в становление и профессиональный рост военных оркестров, пропаганду военной музыки и патриотическое воспитание молодежи;
С 2001 по 2012 год — преподаватель, старший преподаватель, доцент по классу дирижирования духовых оркестров Казахской национальной консерватории им. Курмангазы; подготовил ряд выпускников, которые возглавляют сегодня различные оркестры Казахстана.
С 2012 года по настоящее время — художественный руководитель и главный дирижёр эстрадно-симфонического оркестра акима Алматы.

## Творчество
В 2004 году под его редакцией был выпущен сборник «Служебно-строевой репертуар военных оркестров ВС РК». Это, по сути, первое издание такого рода в Казахстане, которое к тому же получило высокую оценку от главы государства.
В 2000 году под руководством Белякова создается эстрадно-симфонический оркестр МО РК, который сразу же берет высокую творческую планку и уже в 2001 году удостаивается чести исполнять концертную программу совместно с мировой знаменитостью — Мишелем Леграном.
Беляков плодотворно сотрудничал с такими выдающимися исполнителями как Бибигуль Тулегенова, Ермек Серкебаев, Алибек Днишев, Роза Рымбаева, Нагима Ескалиева, Лаки Кесоглу, Лев Лещенко, Лариса Долина, Сергей Захаров и многими другими.
Член ряда международных творческих ассоциаций при ЮНЕСКО и активный участник проведения международных культурных мероприятий..

## Награды и звания
- 2000 — Медаль «Ерен Еңбегі үшін» (За трудовое отличие);
- 2005 (12 декабря) — почётное звание «Қазақстанның еңбек сіңірген қайраткері» (Заслуженный деятель Казахстана) — за выдающиеся заслуги в развитии казахстанского музыкального искусства.;[5]
- 2005 — Орден «Петра Великого» II степени (Россия) — за заслуги в деле организации совместных творческих проектов.;
- 2019 (29 ноября) — Указом президента РК награждён орденом «Курмет» (Почёта) — за выдающиеся заслуги в отечественном музыкальном искусстве и общественную активность.;
- Медаль «За безупречную службу» (Казахстан);
- Медаль «10 лет Вооружённых сил Республики Казахстан» (2002);
- Благодарственное письмо Первого Президента Республики Казахстан и др.
- 2025 (16 мая) — присвоено почётное звание «Народный артист Казахстана» — за особый вклад в развитие и пропаганду национальной культуры, выдающиеся достижения в сфере культуры и заслуги перед Республикой Казахстан.[6]